# Bartella

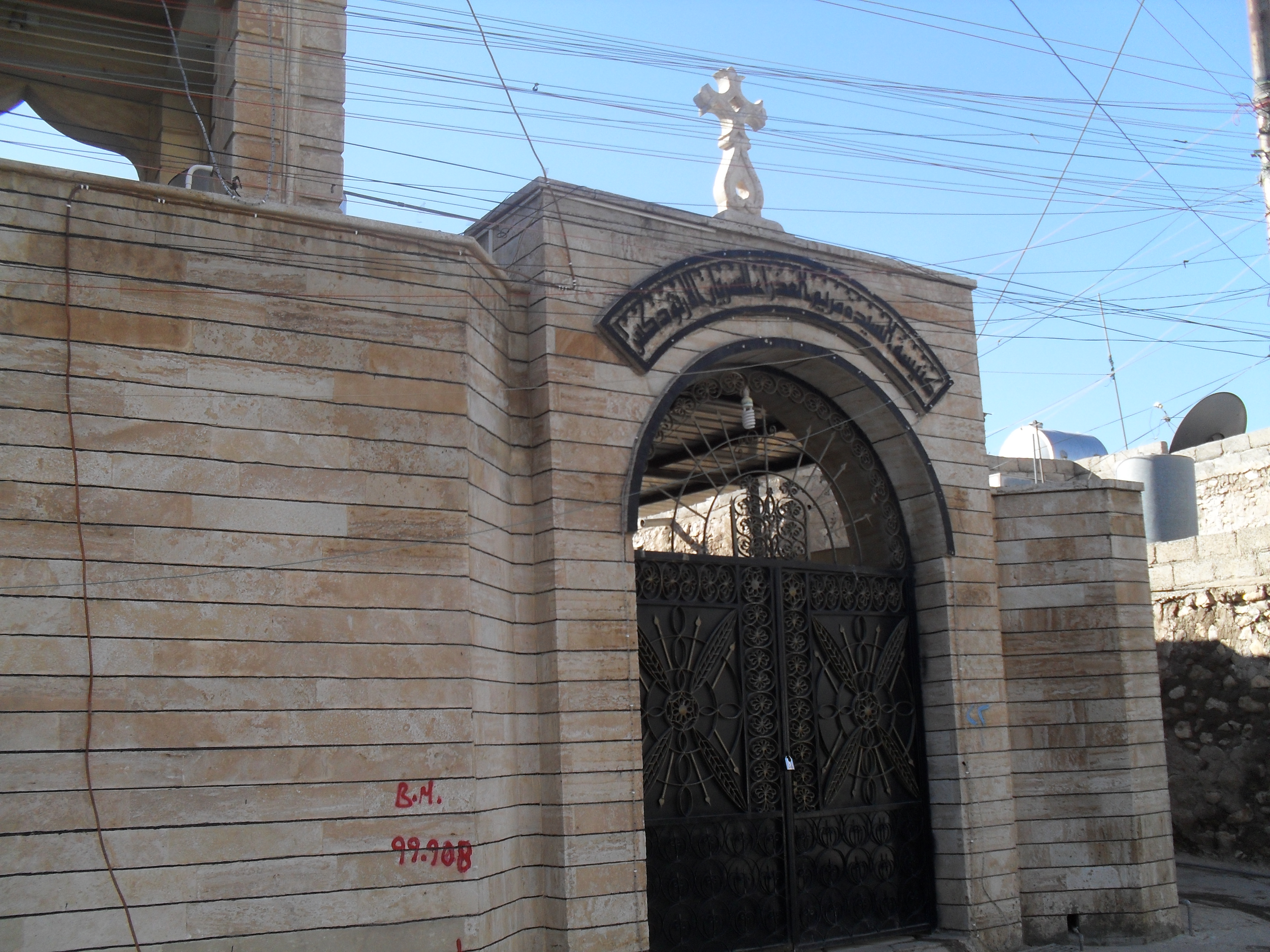
Kirche der Heiligen Maria, Foto im Dezember 2013

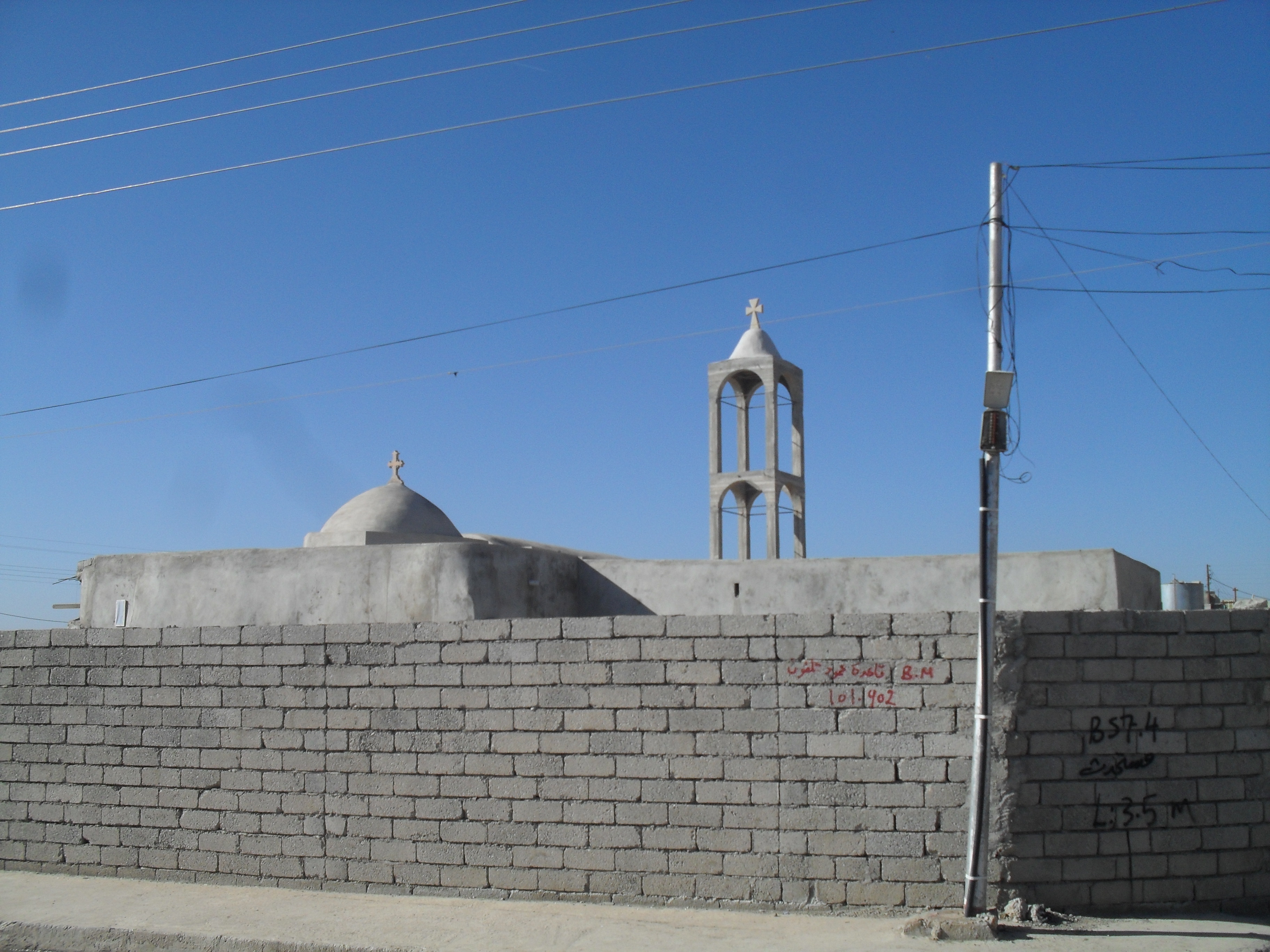
Mar-Giwargis-Kirche (die ältere), Foto im Dezember 2013

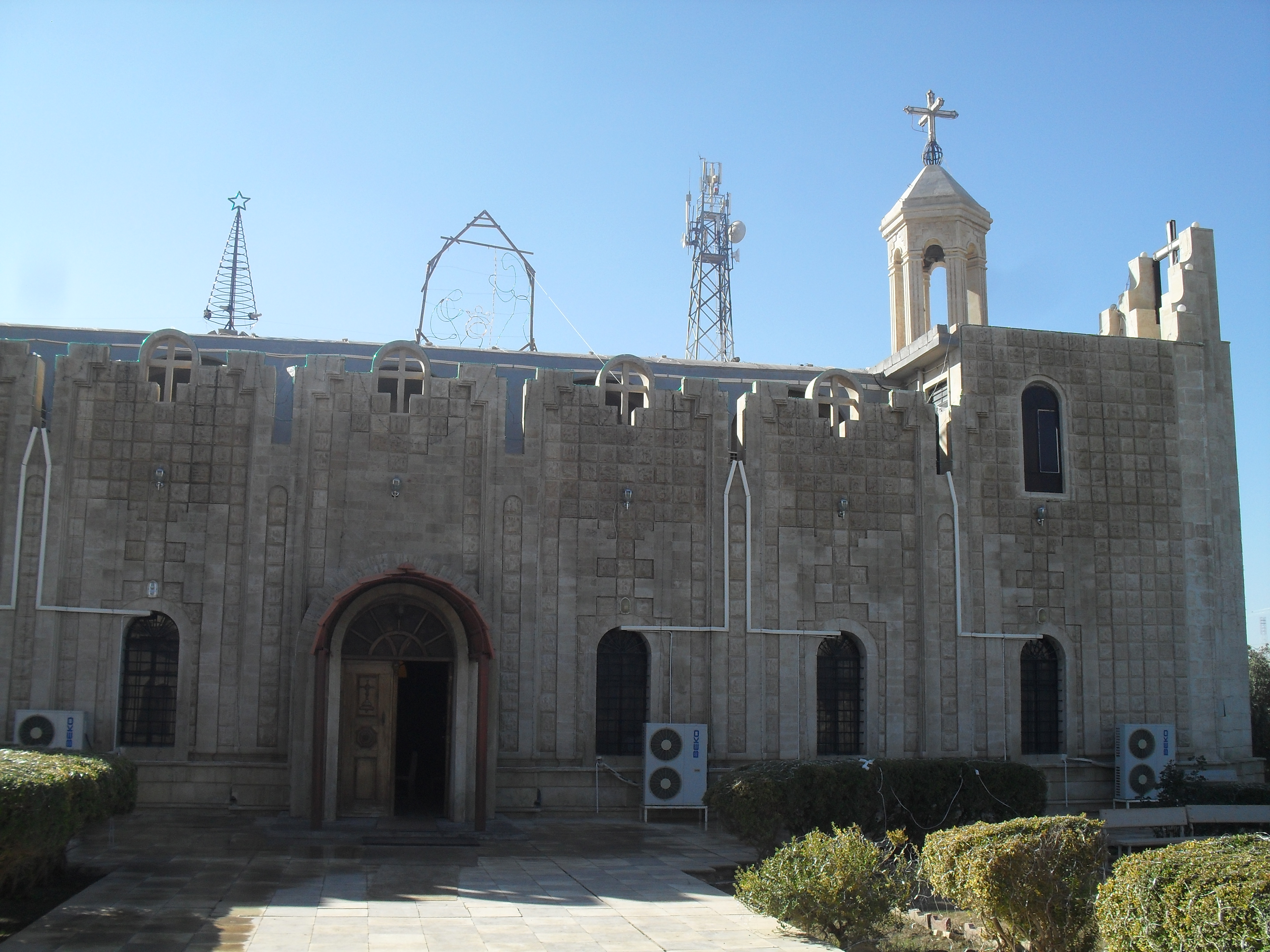
Mar-Giwargis-Kirche (die neuere), Foto im Dezember 2013

Bartella (arabisch برطلّة; syrisch ܒܪܛܠܐ) ist ein irakischer Ort im Gouvernement Ninawa in der Ninive-Ebene. Es liegt an der Hauptverbindungsstraße zwischen Mossul und Erbil, 7 km nördlich von Baghdida, 21 km nordöstlich von Mossul und 60 km nordwestlich von Erbil.

## Bevölkerung
Bartella war bis Ende des 20. Jahrhunderts eine rein christliche Ortschaft, doch durch gezielte Ansiedlung schiitischer Schabak machen letztere im Jahre 2020 rund 52 % der Bevölkerung und die Christen nur noch etwa ein Drittel aus. Laut 2020 durch Kirche in Not veröffentlichten Daten identifizieren sich sämtliche befragten Christen in Bartella als „Syrisch“ („Syriakisch“), und alle gaben Surith („Syrisch“, Ost-Aramäisch) als ihre erste Sprache an. Die Christen gehören zu etwa zwei Dritteln der syrisch-orthodoxen und zu rund einem Drittel der syrisch-katholischen Kirche an.

## Sehenswürdigkeiten
Am östlichen Rand der Altstadt Bartellas steht auf 337 m Meereshöhe die syrisch-orthodoxe Mart-Schmoni-Kirche, während sich etwa 500 m westlich davon, am westlichen Rand der Altstadt, der Altbau und der Neubau der syrisch-katholischen St.-Georg-Kirche (Mar Giwargis oder Mar Gorgis) befinden. Nahe bei der Mart-Schmoni-Kirche befindet sich ein archäologischer Hügel (Tell). Am südlichen Rand der Altstadt befand sich einst – vor der Errichtung der Mart-Schmoni-Kirche – die Große Mar-Ahudama-Kirche (كنيسة مار أحودامة الكبرى), etwa 300 m westlich der heutigen Mart-Schmoni-Kirche. Fast genau auf halber Strecke zwischen Mart Schmoni und Mar Gorgis gab es zudem eine – ebenfalls untergegangene – Vierzig-Märtyrer-Kirche.
Nahe dem Ort befindet sich das christliche Mor-Mattai-Kloster.

## Geschichte
Der Ort Bartella war bereits in der Antike besiedelt. Es gibt hier einen 9 m hohen, 42 m langen und 34 m breiten archäologischen Hügel (Tell), dessen Ursprünge von Historikern mindestens auf die Zeit Alexanders des Großen zurückgeführt werden. Zu Beginn des 7. Jahrhunderts gehörten die Bewohner von Bartella zur Kirche des Ostens, wechselten aber im Laufe des 7. Jahrhunderts zur Syrisch-Orthodoxen Kirche. Hierbei spielten die Prediger des 15 km nordnordöstlich gelegenen Klosters Mar Mattai eine wichtige Rolle. Seitdem stammten etliche Maphriane, Patriarchen und Bischöfe aus Bartella, so dass es heute als „syrisch-orthodoxe Hauptstadt“ der Ninive-Ebene gilt.
Bartella wurde vom 1229 gestorbenen islamischen Geographen Yaqut als Ort östlich von Mossul erwähnt, dessen Einwohner sämtlich Christen waren. Der ganze Ort blieb der Syrisch-Orthodoxen Kirche bis ins 18. Jahrhundert treu, doch ab 1750 kamen Dominikaner in die Region und bauten eine Mission auf, wo sie medizinische Hilfe und Schule anboten. Ein Teil der Bewohner wechselte in dieser Zeit zur Syrisch-katholischen Kirche. Aus dem Jahre 1780 wird vom Konflikt um ein Kirchengebäude zwischen dem zum Katholizismus konvertierten Priester Zakariya Kindo und dem orthodoxen Priester Abdo Saka berichtet. Der Pascha von Mossul verfügte, dass die Katholiken in dieser Kirche beten dürften. Bis in die Gegenwart haben sich jedoch die beiden Konfessionen nebeneinander gehalten.
1171 wurde Bartella von Kurden angegriffen, doch wurden diese von den Bewohnern des Ortes und den Mönchen des Klosters Mar Mattai zurückgeschlagen. Um weitere Angriffe zu vermeiden, zahlten die Mönche 30 Golddinar, doch die Kurden griffen dennoch mit 1500 Mann das Kloster an und töteten 15 Mönche, während der Rest entkam. 1201 kam es zu einem Streit zwischen Christen und dem muslimischen Kleriker in Bartella. Dieser wurde vom Bürgermeister bestraft, versammelte jedoch am Freitag in Mossul eine muslimische Menschenmenge, die Bartella angriff. Die Stadttore waren geschlossen und der Angriff scheiterte, doch auf dem Rückweg plünderten die gescheiterten Angreifer die Mar-Zena-Kirche (Tikritis) beim Tor der alten Brücke (Bab al-Dschisr al-Qadim). Diese Kirche wurde in eine Moschee umgewandelt und ist bis heute die al-Challal-Moschee. Weitere kurdische Angriffe mit Todesopfern gab es in den Jahren 1261 und 1369. 1743 griff der persische Herrscher Nadir Schah auf seinem Marsch nach Mossul neben anderen Orten auch Bartella an. Die Soldaten töteten viele Bewohner und verschleppten andere, insbesondere Frauen und junge Männer. In den Jahren 1756, 1757 und 1758 gab es in Bartella eine schwere Hungersnot. 1789 wurde Bartella erneut geplündert, diesmal von Jolu Beg bin Bdagh (Tšōlō Bek), dem Emir von Schechan.
Bis in die 1980er Jahre war die Bevölkerung Bartellas zu fast 100 % christlich. In den folgenden drei Jahrzehnten wuchs der Anteil der sunnitischen und schiitischen Bevölkerung auf etwa die Hälfte, insbesondere auch durch Ansiedlung von Soldatenfamilien. Im August 2014 wurde der Ort von der islamistischen Terrororganisation Islamischer Staat erobert. Mitte Oktober 2016 wurde die Stadt infolge der Schlacht um Mossul von der Terrororganisation befreit. Von der Flucht vor dem IS kehrten bis 2019 nur ca. ein Drittel der vormaligen christlichen Bewohner wieder zurück, so dass ihr Anteil an der Bevölkerung derzeit deutlich geringer ist. Als wichtigsten Grund dafür, dass christliche Bewohner nicht zurückkehren oder ins Ausland emigrieren, stellte Kirche in Not in einer 2020 erschienenen Studie die politische Unsicherheit und allgemeine Bedrohung fest. Die meisten Christen fühlen sich unsicher angesichts der hier operierenden schiitischen Milizen – insbesondere der in Bartella dominierenden al-Haschd asch-Schaʿbī (Schabak-Miliz oder 30. Brigade), die laut diesen Feststellungen die christliche Bevölkerung terrorisiert und gezielt schiitische Schabak ansiedelt. Kirche in Not wiederum unterstützt in Bartella sowohl den Wiederaufbau von Wohnungen als auch von Kirchen. Während der Wiederaufbau der Wohnhäuser die höchste Priorität hatte, wurde die syrisch-orthodoxe Mart-Schmoni-Kirche als erste Kirche der Ninive-Ebene noch im Jahre 2017 vollständig rekonstruiert. Im August 2018 war auch der Wiederaufbau der syrisch-katholischen St.-Georg-Kirche von Bartella abgeschlossen.
Nach einer 2020 erschienenen Studie von Kirche in Not waren bis August 2019 41 % der Syrisch-Orthodoxen nach Bartella mit seiner wieder aufgebauten Mart-Schmoni-Kirche zurückgekehrt, dagegen nur 18 % der Syrisch-Orthodoxen nach Baghdida, wo die gleichnamige syrisch-orthodoxe Mart-Schmoni-Kirche bis heute nicht rekonstruiert ist. Für die Katholiken (syrisch, wenige chaldäisch) waren die Rückkehrquoten für Bartella 34 % und für Baghdida 49 %.

## Ortsname
Zur Bedeutung des Ortsnamens Bartella gibt es verschiedene Deutungen, doch wird er generell aufs bis heute im Ort gesprochene Aramäische zurückgeführt. Der Wortbestandteil bar kann mit „Sohn“ und tella (mit einem harten t) mit „Schatten“ übersetzt werden. So ergibt sich für Bartella eine Bedeutung „Sohn des Schattens“. Darüber hinaus gibt es die längere Bezeichnung Beth Bartella, was „Haus des Sohnes des Schattens“ bedeutet. Der Pater Potrus Saba aus Bartella leitet den Namen auf Baritle zurück, wobei ba eine verkürzte Variante von beth ist und deshalb „Haus“ heißt, während ritle mit „Gewichte“ zu übersetzen ist, woraus sich eine Bedeutung „Haus der Gewichte“ ergibt. Schließlich gibt es noch die Interpretation Bar-Tale, was „Sohn des Taus“ bedeutet.